# Takamasa Yamazaki
Takamasa Yamazaki (født 17. marts 1992) er en japansk professionel fodboldspiller.
Han har spillet for flere forskellige klubber i sin karriere, herunder Mito HollyHock.